# Haldrup
Haldrup er en by i Østjylland med 330 indbyggere  (2024), beliggende 19 km sydvest for Odder, 23 km syd for Skanderborg og 8 km nordøst for Horsens. Byen hører til Horsens Kommune og ligger i Region Midtjylland.
Haldrup hører til Vær Sogn. Vær Kirke ligger i landsbyen Vær 4 km vest for Haldrup.

## Faciliteter
Det nuværende forsamlingshus er bygget i 1934 og har plads til 80 personer.

## Historie
I 1688 var Haldrup en stor landsby med 20 gårde og 4 huse, beliggende omkring en lang slynget bygade med en trekantet fortelignende bymidte. Efter udskiftningen i 1782 blev nogle gårde udflyttet, men landsbyen bevarede sit sluttede præg.

### 1800-tallet
I byens vestlige udkant ligger resten af en vandmølle, som i midten af 1800-tallet blev suppleret med en vindmølle på bakken – begge er nedlagt.
Der har været jordemoderhus i Haldrup. Det oprindelige forsamlingshus blev opført i 1887.

### Stationsbyen
Haldrup fik station på Horsens-Odder Jernbane (1904-67). Stationen lå i den østlige ende af den daværende landsby. Stationsbygningen, der også var posthus, blev tegnet af arkitekt Heinrich Wenck. Den er bevaret på Poststien 4. Inde i byen er en banedæmning bevaret mellem Troldumhøjvej og Møllebæk. Og sydvest for byen starter en grussti, der stort set følger banetracéet helt til Næsset i Horsens gennem Stensballe Skov.
Ved siden af stationen blev en telefoncentral åbnet. Haldrup Brugsforening blev opført midt i byen i 1909 og lukkede omkring 1980.
I efterkrigsårene blev hovedvejen Horsens-Odder ført uden om byen.

### Genforeningssten
Over for Møllebæk 50 hvor gadekæret tidligere lå, står en sten der blev afsløret 15. december 1920 til minde om Genforeningen i 1920.